# Râul Ludași
Râul Ludași este un curs de apă, afluent al râului Tazlăul Mare.